# Megas archon
Il titolo di megas archōn (in lingua greca μέγας ἄρχων; "gran arconte") era un titolo di corte esistito nell'impero bizantino durante il XIII-XIV secolo.

## Descrizione generale
Il titolo di megas archōn veniva in origine impiegato per tradurre i titoli riservati a sovrani stranieri, con il significato di "gran principe". Fu così, ad esempio, che nella metà del X secolo, l'imperatore Costantino VII Porfirogenito definì il sovrano magiaro Árpád "gran principe di Turkia [Ungheria]" (in greco ὁ μέγας Τουρκίας ἄρχων) nel capitolo 40 del suo De Administrando Imperio.

## Genesi ed evoluzione del termine
Fu l'imperatore niceno Teodoro II Lascaris (1254-1258) ad adoperarlo per designare un rango specifico di corte, dedicandolo in principi all'ufficiale di grado più alto del seguito dell'imperatore. Tuttavia, quando pseudo-Codino scrisse il suo Libro degli Uffici nella metà del XIV secolo, essa era diventata una dignità puramente onorifica, senza alcun dovere associato. Nel Libro degli Uffici, la carica è elencata al 35° posto della gerarchia imperiale, tra il prōtospatharios e il tatas tēs aulēs, ma altri elenchi contemporanei di incarichi (ad esempio l'appendice all'Hexabiblos), che riflettono l'uso durante il tardo regno di Andronico II Paleologo (regnante dal 1282 al 1328) o durante il regno di Andronico III Paleologo (r. 1328-1341), lo collocano al 38° posto. L'elenco di Xeropot. 191 lo colloca al 34° posto nella gerarchia, mentre nell'elenco degli incarichi riportato nel manoscritto del XV secolo Paris. gr. 1783, il titolo è mancante. Il suo abito cerimoniale è narrato dallo pseudo-Codino come segue: un cappello skiadion ricamato in oro, un caffettano kabbadion di seta semplice e uno skaranikon (cappello a cupola) ricoperto di seta dorata e giallo limone e decorato con filo d'oro e immagini dell'imperatore davanti e dietro, rispettivamente raffigurato in trono e a cavallo. Non portava alcun bastone di carica (dikanikion).

## Elenco
Segue un elenco dei detentori noti del titolo:
| Nome                           | Incarico                | Nominato da             | Note |  |
| ------------------------------ | ----------------------- | ----------------------- | --- |  |
| Costantino Margarite           | 1254 circa – 1258       | Teodoro II Lascaris     | Primo detentore del titolo, fu creato per lui da Teodoro II. In precedenza aveva ricoperto i titoli di tzaousios, megas tzaousios e archōn tou allagiou. |  |
| Michele                        | 1284 circa              | Andronico II Paleologo  | Menzionato solo una volta come pansebastos, "megas archōn dell'Oriente" e kephalē (governatore) di Rodi e delle Cicladi. |  |
| Angelo Duca Comneno Tarcaniote | 1295 circa – 1332 circa | Andronico II Paleologo  | Comandante militare prima di farsi monaco, è noto per due orazioni funebri composte per lui da Manuele File. |  |
| Maroules                       | 1303 circa – 1305       | Andronico II Paleologo  | Comandante militare, fu nominato al comando delle truppe bizantine che accompagnavano la Compagnia Catalana nella sua campagna contro i Turchi in Asia Minore, sotto il comando generale di Ruggero da Fiore. Successivamente promosso epi tou stratou, combatté contro i Catalani in Tracia nel 1306–1308. |  |
| Alessio Raul                   | 1321 circa              | Andronico II Paleologo  | Comandante militare, corrispondente di Michele Gabras e Manuele File. |  |
| Demetrio Angelo                | 1332 circa              | Andronico III Paleologo | Oikeios dell'imperatore, attestato come uno dei testimoni di un trattato di pace con la Venezia, concluso nel novembre del 1332. |  |
| Giovanni Parasfondilo          | 1342 circa              | Giovanni V Paleologo    | Attestato come uno dei testimoni del rinnovo del trattato di pace con Venezia nel marzo 1342. |  |
| Demetrio Ducas Cabasilas       | 1369 circa              | Giovanni V Paleologo    | Fedele a Giovanni VI Cantacuzeno durante la guerra civile bizantina del 1341-1347, possedeva diversi latifondi nella penisola calcidica e megas papias, menzionato come megas archōn in un atto del marzo 1369 relativo a un atto di proprietà nel monastero di Zografou.                                   |  |
| Cabasila                       | 1377 circa              | sconosciuto             | Attestato come megas archōn a Serres, forse figlio di Demetrio Ducas Cabasila. |  |
| [Antonio] Mandromeno           | 1383 circa              | sconosciuto             | Attestato in un unico manoscritto; si riferisce o al megas archōn e al monaco Antonios Mandromenos, oppure al monaco Antonios, servitore del megas archōn Mandromenos. |  |